# Latonigena
Latonigena là một chi nhện trong họ Gnaphosidae.